# Виктор Лукашенко
Вѝктор Алекса̀ндрович Лукашѐнко (на беларуски: Ві́ктар Алякса́ндаравіч Лукашэ́нка) е беларуски политик, помощник на своя баща, президента на Република Беларус Александър Григориевич Лукашенко, по въпросите за националната сигурност и член на Съвета по сигурност на Беларус.

## Биография
Роден е на 28 ноември 1975 г. в Беларус като първи син в семейството на Александър и Галина Лукашенко. Завършва факултет по международни отношения на Беларуския държавен университет. Служил е в щаба на гранични войски в Минск и има звание капитан. Носител е на медал „За отличие в опазването на държавната граница“.
От март 2001 г. е сътрудник на Министерството на външните работи на Република Беларус в качеството на трети секретар, съветник в отдела по Западна Европа. От април 2003 г. работи като началник на отдела по външноикономически връзки УП „НИИ средств автоматизации“ (главно предприятие на държавното научно-производствено обединение „Агат“).
От 2005 г. е помощник на президента на Република Беларус по националната сигурност. От 5 януари 2007 г. е член на Съвета по Безопасност на Република Беларус.

## Награди
- Медал „80 години гранични войска“
- Медал „За отличие при опазването на държавната граница“ [3]
- Звание „Отличник на пограничните войски“ I и II степени